# Scytodes leprosula
Scytodes leprosula là một loài nhện trong họ Scytodidae.
Loài này thuộc chi Scytodes. Scytodes leprosula được Embrik Strand miêu tả năm 1913.